# نفتیدروفوریل
نفتیدروفوریل (انگلیسی: Naftidrofuryl) که با نام نافرونیل (nafronyl ) نیز شناخته میشود، نوعی وازودیلاتور (گشادکننده عروق) است که برای درمان برخی اختلالات عروقی مغز استفاده میشود. این دارو برای استفاده در بیماری شریانی محیطی نیز تایید شده است. این دارو با نام های تجاری Artocoron, Azunaftil, Di-Actane, Dusodril, Enelbin Frilix, Gevatran, Iridus, Iridux, Luctor, Nafti, Naftilong, Naftodril, Nafoxal, Praxilene, Sodipryl retard, Vascuprax نیز در دسترس است.